# WiBro
WiBro (Wireless Broadband, in coreano: 와이브로) è una tecnologia internet wireless a banda larga sviluppata dall'industria delle telecomunicazioni coreana.

## Le prestazioni previste
Le stazioni base WiBro offriranno un throughput complessivo tra i 30 ed i 50 Mbit/s, e copriranno un raggio di 1–5 km, permettendo così l'uso nomadico di Internet. La tecnologia offrirà anche qualità del servizio, in modo da permettere a WiBro di inviare contenuti video in streaming e altri dati che necessitano di inviare dati in maniera affidabile.

## WiBro e WiMAX
La differenza principale con lo standard WiMAX è che WiBro utilizza uno spettro di frequenza licenziato (anche se in Italia il wimax sarà licenziato): occorre cioè avere una licenza per trasmettere in WiBro. Da un certo punto di vista, questo è un vantaggio per la tecnologia: vengono infatti evitate le interferenze potenziali da altre sorgenti che utilizzino lo stesso spettro, come può invece spesso accadere per il Wi-Fi e potrà capitare per il WiMAX. D'altra parte, il fatto che WiBro sia un protocollo proprietario e il suo uso di una banda di frequenze che potrebbe non essere disponibile ovunque nel mondo potrebbe impedirgli di diventare un protocollo standard internazionale.
L'altra grande differenza tra WiBro e WiMAX è che il primo specifica con grande precisione tutti i suoi requisiti, dallo spettro di frequenza alla definizione dei terminali, mentre WiMAX è molto più lasco, limitandosi a definire i dettagli che assicurino l'interoperabilità tra i vari progetti.

## Sviluppo della rete
- Nel febbraio 2002 il governo coreano ha allocato 100 MHz di spettro di frequenza nella banda 2,3 GHz band, e alla fine del 2004 WiBro Phase 1 è stato standardizzato dall'ente coreano TTA (Telecommunications Technology Association).
- SK Telecom e Hanaro Telecom hanno annunciato una partnership per fornire il servizio in tutta la Corea, tranne Seul e altre sei città dove verranno lanciate delle reti indipendenti.
- Nel novembre 2004, Intel e LG Electronics hanno comunicato che lavoreranno per assicurare la compatibilità tra WiBro e WiMax.
- Nel settembre 2005, la Samsung ha firmato un contratto con Sprint per una fornitura di materiale per un test WiBro.
- A dicembre 2005, Telecom Italia ha annunciato l'intenzione di testare la tecnologia WiBro.
- A febbraio 2006 circa, Telecom Italia promette: lanceremo i servizi WiBro a inizio 2007, con circa 500 antenne, che copriranno il 50 per cento circa della popolazione. La velocità di upload adesso è limitata a qualche centinaia di kBps, ma dal 2008 sarà 10 Mbps, quando il download arriverà a 150 Mbps .

## Sviluppo dei dispositivi
- Nel dicembre 2005, Samsung ha presentato i suoi palmari-cellulari WiBro SPH-H1000 [collegamento interrotto] e SPH-M8000  nel secondo International ComBCon (Communication and Broadcasting Convergence Exhibition & Conference).